# Podobovec
Podobovec, ukrajinsky Подобовець, maďarsky Padóc, je obec v Pylypecké venkovské komunitě (ukrajinsky: Пилипецька сільська громада). Leží v okrese Chust, v Zakarpatské oblasti Ukrajiny. V roce 2001 zde žilo 405 obyvatel.

## Historie
První písemná zmínka pochází z roku 1463. Do uzavření Trianonské smlouvy byla obec součástí Uherska, poté byla součástí první československé republiky. Od roku 1945 byla obec součástí Ukrajinské sovětské socialistické republiky, která byla součástí SSSR. Od roku 1991 je obec součástí nezávislé Ukrajiny.

## Pamětihodnosti
- Cerkev svatého Mikuláše a zvonice, z roku 1785, ukrajinská národní kulturní památka[1]